# Pompe à chaleur au gaz naturel
 (juillet 2019).
Si vous disposez d'ouvrages ou d'articles de référence ou si vous connaissez des sites web de qualité traitant du thème abordé ici, merci de compléter l'article en donnant les références utiles à sa vérifiabilité et en les liant à la section « Notes et références ».
Pour les articles homonymes, voir pompe (homonymie).
Une pompe à chaleur au gaz naturel est un dispositif thermodynamique permettant de transférer la chaleur d'un milieu froid (et donc le refroidir encore) vers un milieu chaud (et donc de le chauffer davantage).
Il existe deux types de pompes à chaleur gaz naturel qui ont toutes deux des applications dans le cadre de la thermique du bâtiment pour le chauffage et la climatisation de ceux-ci :
- les pompes à chaleur à compression gaz naturel (ou pompes à chaleur moteur gaz naturel),
- les pompes à chaleur à absorption gaz naturel.

## Les pompes à chaleur à compression gaz naturel

### Définition
Les pompes à chaleur gaz naturel sont des technologies qui misent sur la complémentarité des énergies entre le gaz naturel et les énergies renouvelables, puisées aussi bien dans l’air, le sol mais aussi en récupération (eaux usées, air extrait). 
Les pompes à chaleur gaz naturel sont des équipements au service des objectifs de la transition énergétique, permettant le développement des énergies renouvelables contribuant à la réduction des émissions de CO2. Elles permettent de surcroît la limitation de Pointe de consommation électrique liée à la production d’électricité thermique (centrales charbon, TAC fioul…).

### Principe de fonctionnement
Les PAC à compression gaz naturel (appelées également PAC moteur gaz naturel) ont un fonctionnement très similaire aux PAC à compression électrique : le cycle frigorifique est identique. Le compresseur n’est cependant pas entraîné par un moteur électrique mais par un moteur à combustion interne fonctionnant au gaz naturel (moteur dérivé de l’industrie automobile). La spécificité de ces machines tient dans la valorisation de l’énergie dégagée par le refroidissement du moteur et des gaz brûlés qui permet une optimisation de son fonctionnement.

### Performances énergétiques
D’un point de vue énergétique, leurs performances sont en moyenne supérieures de 30 % par rapport aux chaudières à condensation du marché. En effet, selon les constructeurs, les PAC moteur gaz affichent des COP sur énergie primaire de l’ordre de 1,5 (PCI) (soit un « COP équivalent électrique » de 3,9)  et un EER de 1,4 (PCI) aux conditions nominales (EER équivalent électrique de 3,6).

### La récupération d’énergie sur le moteur
La spécificité de ces machines est la récupération d’énergie provenant du refroidissement nécessaire du moteur thermique ainsi que de celui des gaz brûlés. Celle-ci a deux conséquences sur les performances et les modalités de fonctionnement. En saison de chauffage, la récupération d’énergie sert au quasi-maintien de la puissance de chauffage désirée même par très basse température extérieure (sans appoint jusqu’à -20 °C). Sur certains modèles, cela permet de s’affranchir de tout cycle de dégivrage. En mode climatisation, cette énergie peut être valorisée, pour la production d’eau chaude sanitaire (ECS) le plus souvent. Celle-ci est alors produite sans autre consommation de gaz naturel. Selon les constructeurs, l’efficacité globale climatisation et production d’ECS peut atteindre un EER de 2 (sur PCI), soit un EER « équivalent électrique » de 5.

### Acoustique
Malgré la présence d’un moteur à combustion interne, les niveaux sonores mesurés sont équivalents à ceux des PAC électriques. Les machines sont équipées d'une isolation phonique renforcée et le moteur est posé sur silentblocs. Par ailleurs, les constructeurs préconisent des raccordements flexibles et plots antivibratiles qui permettent une isolation de la machine vis-à-vis du bâtiment, minimisant ainsi la transmission de vibrations. L'admission d'air comburant et l'évacuation des gaz d'échappement doivent bien sûr être traitées phoniquement.

### Maintenance
La maintenance est très similaire aux PAC électriques classiques puisque le circuit frigorifique est identique. La présence du moteur implique une intervention supplémentaire toutes les 10 000 heures (soit 3 ans de fonctionnement environ) durant laquelle une vidange et le remplacement des différents filtres et bougies sont effectués. 

### Durée de vie
En effectuant la maintenance préconisée par les constructeurs, les PAC moteur gaz ont une durée de vie de l’ordre d’une quinzaine d’années, correspondant à une durée de vie moteur de 40 000 h.

### Gamme de produits disponible sur le marché français
Les PAC moteur gaz, très largement utilisées au Japon (marché de 25 000 unités par an) sont disponibles sur le marché français. Les PAC commercialisées en France sont toutes réversibles (production de chaud et/ou de froid), elles produisent du chauffage, de la climatisation et l’eau chaude sanitaire par récupération d’énergie sur le moteur. Aérothermiques, elles existent en deux versions : type air/air (type DRV) en version deux tubes (chaud et froid successifs) et trois tubes (chaud et froid simultanés) et en version air/eau avec l’ajout d’un module hydraulique optionnel. Trois constructeurs (Sanyo, AISIN Toyota et YANMAR) distribuent des machines dont les puissances chaud/froid varient de 26 kWc / 22 kWf à 84 kWc / 71 kWf. La gamme de puissance disponible en fait des machines adaptées aux petits et moyens bâtiments tertiaires chauffés et climatisés, tant dans le neuf que dans l’existant. En additionnant plusieurs modules, la gamme peut couvrir les besoins de chauffage et de climatisation de bâtiment de surface comprise entre 500 et 5 000 m2 environ.
En complément de ces unités pour les applications tertiaires et industrielles, il existe des pompes à chaleur moteur gaz de forte puissance couvrant une gamme de 100 à 1 000 kW. Ces unités EnerTermoPac (ETP) de fabrication Française existent en version air-eau et eau-eau. Ces pompes à chaleur hybrides présentent l'avantage de pouvoir fonctionner au gaz naturel comme avec l'électricité du réseau en fonction de différents critères tels que la disponibilité des énergies, le coût d'exploitation ou le rendement sur énergie primaire. Pour des applications spécifiques comme les bâtiments de santé ou les piscines, l'EnerTermoPac thermofrigopompe peut produire simultanément de l'eau glacée et de l'eau chaude jusqu'à des rendements de 240% sur PCI. Des options adaptées au marché Français sont disponibles comme le fonctionnement à débit d'eau variable, carrosserie en Inox, la production d'électricité de secours, toit débordant pour abriter du soleil ou des intempéries les techniciens.
Un écran tactile couleur de grande dimension permet à l'utilisateur de paramétrer au mieux l'EnerTermoPac ETP afin de garantir une performance optimale dans le temps. Le constructeur assure pendant la période de garantie une télésurveillance à distance pour apporter le conseil et les relevés nécessaires aux différents acteurs (Bureau d'études, exploitant...).

## Pompes à chaleur à absorption gaz naturel

### Rappels
Pour rappel, une pompe à chaleur classique se compose de cinq composants fondamentaux :
1. un fluide frigorigène dont on provoque les changements d'état pour qu'il prenne ou cède principalement sa chaleur latente à l'endroit voulu ;
2. un compresseur, dont le rôle est de fournir l'énergie mécanique au fluide frigorigène pour lui permettre d'évoluer ;
3. un condenseur où le fluide frigorigène se condense et cède l'énergie au milieu que l'on veut chauffer ;
4. un réducteur de pression[a], souvent improprement appelé détendeur[b], qui permet d'abaisser le point d'ébullition du fluide frigorigène ;
5. un évaporateur où le fluide frigorigène s'évapore en prenant l'énergie nécessaire au milieu que l'on veut refroidir.

Après être passé dans l'évaporateur, le fluide frigorigène revient au compresseur et le cycle frigorifique recommence.

### Principe de fonctionnement
Dans une pompe à chaleur à absorption gaz naturel, deux des composants diffèrent sensiblement d'une pompe à chaleur classique : le fluide frigorigène et le compresseur. Les trois autres composants, certes adaptés, s'y retrouvent avec la même finalité.

#### Le fluide frigorigène
Dans une pompe à chaleur à absorption gaz naturel, le fluide frigorigène est associé à un sorbant, ces deux éléments formant un couple.
Le sorbant doit pouvoir absorber le fluide frigorigène à une certaine température et à une certaine pression et le désorber (le libérer) à d'autres températures et pressions.
Les couples fluide frigorigène / sorbant les plus utilisés sont :
- ammoniac / eau ;
- eau / bromure de lithium.

Dans les cas où l'absorbant est un solide, on parle d'adsorption. Le couple le plus fréquemment utilisé est eau / zéolithe.
.

#### Le compresseur
Dans une pompe à chaleur à absorption gaz naturel, il n'y a pas de compresseur mécanique. le fluide frigorigène évolue grâce à une réaction réversible dite « thermochimique » fonctionnant de la manière suivante :
1. en revenant de l'évaporateur, le fluide frigorigène pur arrive en phase gazeuse à basse température et pression dans une enceinte d'absorption où il retrouve le sorbant qui l'absorbe ;
2. une pompe augmente la pression du sorbant plus ou moins saturé de fluide frigorigène et le transfère dans une autre enceinte assimilable à une chaudière ;
3. dans la « chaudière », le sorbant est chauffé par un brûleur à gaz naturel, ce qui libère le fluide frigorigène ; ce dernier se trouve alors en phase gazeuse à haute température et pression et est dirigé vers le condenseur ;
4. un réducteur de pression permet au sorbant liquide plus ou moins pur de retourner dans l'enceinte d'absorption.

En cas d'utilisation d'un sorbant solide, ce dernier est solidaire d'un disque rotatif placé à cheval sur les deux enceintes, la première moitié absorbant le fluide frigorigène, l'autre moitié le libérant par chauffage.
C'est la libération du fluide frigorigène qui fait monter la pression (comme dans une chaudière à vapeur ou un autocuiseur), ce qui permet au fluide frigorigène d'évoluer. L'absence de pompe avec un sorbant solide le montre bien.
La chaleur spécifique de sorption n'a que peu d'importance puisqu'elle est d'abord soustraite puis additionnée au couple sorbant / fluide frigorigène.

### Performances énergétiques
L’efficacité des PAC à absorption gaz, caractérisée par le coefficient de performance sur énergie primaire (COP) peut atteindre 1,7 (soit un COP équivalent électrique de 4,4) pour la version géothermique et 1,65 (soit un « COP équivalent électrique » de 4,3) pour la version aérothermique (avec 1 kWh de gaz consommé, les PAC à absorption gaz produisent jusqu’à 1,65 kWh de chaleur utile). En matière de performance annuelle sur énergie primaire, une PAC à absorption gaz aérothermique ou géothermique permet une économie d'énergie de 30 à 40 % par rapport à une chaudière à condensation. 

### Etiquette énergétique
Depuis le 26 septembre 2015, la directive-cadre Éco-conception, plus communément appelée directive Ecodesign, ainsi que la directive sur l’étiquetage énergétique s’appliquent à la « Pompe à Chaleur gaz à absorption », qui bénéficie d'une étiquette A++. 
Grâce à l’élargissement de la gamme vers les petites puissances, les pompes à chaleur à absorption gaz vont constituer progressivement une solution très performante pour la rénovation de la maison individuelle. Les pompes à chaleur gaz individuelles devraient commencer à prendre des parts de marché à hauteur de plusieurs milliers de pièces par an d’ici quelques années.

### Caractéristiques techniques
Les pompes à chaleur à absorption gaz naturel destinées au chauffage (et éventuellement à la climatisation) des bâtiments se déclinent en deux versions :
- air / eau (aérothermique)
- eau / eau (géothermique)

La température de génération d'eau peut atteindre 65 °C voire 70 °C, ce qui permet d’utiliser ce système pour le chauffage avec tous types d’émetteurs (planchers chauffants, radiateurs, ventilo-convecteurs, etc.) et pour la production d’eau chaude sanitaire. Ainsi, la PAC à absorption assure les mêmes fonctionnalités qu’une chaudière avec des rendements supérieurs. Par ailleurs, la chaleur fournie lors de la réaction de désorption permet de compenser la perte de puissance récupérée lorsque la température extérieure diminue. Alors que les PAC électriques ont une puissance qui diminue à basse température extérieure, imposant le plus souvent un recours à un appoint, une pompe à chaleur à absorption gaz naturel peut être autonome.
Par ailleurs pour la version géothermique, une PAC à absorption gaz naturel nécessite environ deux fois moins de capteurs géothermiques qu’une PAC électrique de même puissance grâce à la chaleur fournie lors de la réaction de désorption.

### Maintenance
Le circuit étant totalement scellé et étanche, aucune intervention de maintenance annuelle n’est nécessaire sur cette partie. La maintenance annuelle s'apparente à celle d'une chaudière et se limite à une intervention sur le brûleur et à des inspections visuelles du circuit frigorifique dans le cadre de l'application du Cahier Technique Professionnel no 2.  

### Durée de vie
Les PAC absorption ne possèdent pas de compresseur mécanique. Les faibles contraintes mécaniques qui en résultent et la quasi-absence de pièces en mouvement font de la PAC à absorption gaz naturel un produit silencieux dont la durée de vie est similaire à celle d’une chaudière à condensation (une vingtaine d'années environ).

### Gamme de produits disponible sur le marché français
Le fabricant Robur commercialise des PAC à absorption gaz naturel aérothermiques (Air/Eau) et géothermiques (eau/eau ou eau glycolée/eau) en chaud seul. Les modules ont une puissance unitaire d’environ 40 kW. Une version réversible pour le chauffage et la production de froid (17 kW) est également disponible. La gamme de puissance disponible fait de ces générateurs des produits adaptés aux logements collectifs et bâtiments tertiaires de petites et moyennes surfaces.
Pour les PAC à adsorption, le fabricant Vaillant propose la PAC zeoTHERM avec une puissance de 10  ou   15 kW, qui tire avantage de la zéolithe. Cette pierre de la famille des argiles génère de la chaleur à partir de vapeur d'eau, qui est générée par des panneaux en toiture dès 3 °C de température extérieure (réseau en ultra basse pression). Il n'y a donc pas de fluide frigorigène potentiellement nocif.

### Retour d’expérience d’un site équipé de trois pompes à chaleur à absorption gaz naturel
Le site de Rumilly (74), un centre scolaire (maternel et primaire) accueillant 250 enfants dans une surface chauffée de 2 600 m2 a permis d'évaluer la technologie de pompe à chaleur géothermique à absorption gaz naturel en fonctionnement basse température (50 °C) avec géo-cooling pour assurer un refroidissement des locaux durant l’été. 
L’installation correspond à trois pompes à chaleur à absorption, sans chaudière d’appoint, en salle des machines permettant d’assurer le chauffage, une partie de la production d’eau chaude sanitaire et le rafraichissement du bâtiment par géothermie. Chaque PAC géothermique a une puissance nominale de 37,7 kW de chauffage. Les trois pompes à chaleur fonctionnent simultanément durant les jours froids et suffisent à couvrir l’ensemble des besoins grâce à la température constante dans les sondes géothermiques, et ce indépendamment de la température extérieure. 
Les résultats de ces mesures permettent de conclure que les performances en chauffage mesurées in situ sont en moyenne de 140% sur énergie primaire pour une température de production d’environ 50 °C, soit une performance équivalente à celle mesurée en puissance nominale par le constructeur.